# Ali Lamine Kab
Pour les articles homonymes, voir Kab.
Ali Lamine Kab (en arabe : علي لمين كاب) est un footballeur algérien né le 11 mars 1985 à Alger. Il évolue au poste d'avant centre au Raed Chabab Kouba.

## Biographie
Ali Lamine Kab a joué 83 matchs en première division algérienne.

## Palmarès
USM Alger
- Championnat d'Algérie (1) :
  - Champion : 2004-05.

- Coupe d'Algérie (1) :
  - Vainqueur : 2003-04.
  - Finaliste : 2005-06 et 2006-07.